# 숭문고등학교
숭문고등학교(崇文高等學校)는 대한민국 서울특별시 마포구 대흥동에 위치한 사립 고등학교이다.

## 학교 연혁
- 1906년 4월 1일 : 서울시 필동에 경성야학교 설립
- 1933년 2월 22일 : 주간부를 설치하고 경성 중등공민학교로 교명 변경
- 1937년 2월 22일 : 서울 성동구 금호동 산 16번지로 이전
- 1938년 3월 23일 : 경성상업실천학교로 교명을 개칭
- 1945년 8월 15일 : 서기원 교장 취임
- 1946년 5월 8일 : 숭문상업학교로 교명 변경
- 1947년 8월 31일 : 서울시 마포구 대흥동 28번지 현 주소로 이전
- 1948년 6월 11일 : 문교부 장관의 인가로 숭문중학교로 교명 변경
- 1951년 8월 31일 : 문교부 장관의 인가로 숭문중(6학급), 숭문고(18학급)로 개편
- 1985년 6월 1일 : 고등학교 본관 교사 신축
- 2000년 6월 12일 : 문화관 신축
- 2006년 5월 20일 : 화운기념관 신축
- 2006년 11월 1일 : 서연호 이사장 취임
- 2009년 7월 14일 : 자율형 사립고로 전환
- 2016년 3월 1일 : 전흥배 교장 취임
- 2022년 3월 1일 : 숭문고등학교 신입생 입학

## 참고 자료
- 숭문고등학교 - 한국교육학술정보원 학교알리미